# Orly (film)
Orly è un film del 2010 diretto da Angela Schanelec.
La pellicola è stata presentata nella sezione Forum del Festival internazionale del cinema di Berlino.